# Bazylika Wniebowzięcia Najświętszej Maryi Panny w Svetej Gorze
Bazylika Wniebowzięcia Najświętszej Maryi Panny w Svetej Gorze (słoweń. Bazilika Marijinega vnebovzetja, Sveta Gora) – bazylika mniejsza znajdująca się w Svetej Gorze, w Słowenii. Znajduje się pod opieką zakonu Franciszkanów.
Obecna bazylika została zbudowana w 1928 roku według projektu Silvana Baresiego (Baricza). Została wzniesiona jako budowla trzynawowa z transeptem. Jest to kościół o długości 72 metrów i szerokości 22 metrów. Jej najcenniejszym dziełem sztuki jest powszechnie znany obraz Mater božja (Matki Bożej), który jest powieszony nad głównym ołtarzem. Został on podarowany przez patriarchę Marino Grimaniego z Akwilei w 1544 roku i uważa się, że artysta wenecki Palmo Starszy, go namalował. W 1717 roku obraz został uroczyście koronowany, a spośród wszystkich wizerunków Matki Boskiej w Słowenii jest najwybitniejszy. Obecny ołtarz główny został zbudowany w 1932 roku, a za nim są pochowani dwaj arcybiskupi Gorycji, arcybiskup Frančišek Borgia Sedej i arcybiskup Mihael Toroš, administrator apostolski dla Jugosławii.
Z wyposażenia kościoła, szczególnie warto wspomnieć o witrażach, datowanych na 1939 rok. W tym samym roku świątynia otrzymała organy piszczałkowe o odnowionej jakości. Również niezwykłe są dzwony bazyliki datowane na rok 1921. Stacje Drogi Krzyżowej, namalowane w 1765 roku w stylu barokowym, zostały umieszczone wewnątrz budowli w 1977 roku. Za głównym ołtarzem XIV - wieczna płyta kamienna, pozostałość po dawnym kościele w Svetej Gorze, która została wbudowana w ścianę, po lewej stronie od wejścia, prowadzącego do kaplicy zimowej. W kaplicy zimowej, znajduje się późnogotycka rzeźba Mati Božja (Matki Bożej) z Jezusem, który została wyrzeźbiona w drugiej ćwierci szesnastego stulecia.